# Caunette-sur-Lauquet
Caunette-sur-Lauquet é uma comuna francesa na região administrativa de Occitânia, no departamento de Aude. Estende-se por uma área de 4,97 km². Em 2010 a comuna tinha 6 habitantes (densidade: 1,2 hab./km²).